# القصبة (لمهادي)
القصبة هو دُوَّار يقع بجماعة لمهادي، إقليم تارودانت، جهة سوس ماسة في المملكة المغربية. ينتمي الدوّار لمشيخة لمهادي التي تضم 12 دوار. يقدر عدد سكانه بـ 1943 نسمة حسب الإحصاء الرسمي للسكان والسكنى لسنة 2004.

## روابط خارجية
- البوابة الوطنية للجماعات الترابية
- المندوبية السامية للتخطيط